# Власиње (Мркоњић Град)
Власиње је насељено мјесто у општини Мркоњић Град, Република Српска, БиХ. Према попису становништва из 1991. у насељу је живјело 1133 становника.

## Историја
Прије рата 1992. године насеље је било у саставу општине Мркоњић Град. Већи дио овог мјеста је након Дејтонског споразума ушло у састав општине Јајце, Федерација Босне и Херцеговине, док је мањи дио остао у саставу општине Мркоњић Град, у Републици Српској.

## Становништво
| Демографија | Демографија | Демографија |
| Година      | Становника  | Становника  |
| ----------- | ----------- | ----------- |
| 1948.       | 561         |             |
| 1953.       | 588         |             |
| 1961.       | 630         |             |
| 1971.       | 780         |             |
| 1981.       | 988         |             |
| 1991.       | 1.133       |             |